# 赵郭海
赵郭海（1944年9月—），男，陕西洛川人，中华人民共和国政治人物，二级大法官。
曾任陕西省人民检察院副检察长、党组副书记，陕西省司法厅厅长、党组书记，陕西省高级人民法院院长、党组书记，第十届全国人大代表。